# Vocabulaire du rock
 (décembre 2018).
Si vous disposez d'ouvrages ou d'articles de référence ou si vous connaissez des sites web de qualité traitant du thème abordé ici, merci de compléter l'article en donnant les références utiles à sa vérifiabilité et en les liant à la section « Notes et références ».
Note. Cliquez sur le lien correspondant pour transférer rapidement le mot : nom commun, adjectif, verbe ou autre.
Depuis l’activation de la fonction Special:Import, il est vivement recommandé  de contacter un administrateur du Wiktionnaire pour procéder à l’importation de la page ainsi que de tout l’historique vers ce dernier.
Pour un article plus général, voir Rock.

## Culture et commercialisation
Album-conceptUn album-concept est un terme discologique qui traduit la volonté de la part d'un artiste ou d'un groupe de créer une œuvre filée tout au long d'un disque.
BootlegUn bootleg est un enregistrement non officiel d'un concert, enregistré avec les moyens du bord et diffusé sans l'autorisation de l'artiste. Un bootleg est également un remix réalisé à partir de plusieurs chansons d'artistes différents.
DIYDIY se réfère à Do it yourself c’est-à-dire, fais et promeut toi-même ta musique sans l'aide d'une major. C'est un slogan du mouvement punk.
EPExtended Play est le terme anglais pour les maxis, disques trop longs pour être qualifiés de simple CD ou single mais trop courts pour être qualifiés d'album. Son appellation provient du format 45 tours.
LPLong Play, est le nom anglais pour désigner les disques constituant un album. Son appellation provient du format 33 tours.
Set listSet list c'est la liste des morceaux choisis pour un concert, dans l'ordre de passage.

## Techniques musicales
BendLe bend est une technique de guitare (et instruments à cordes similaires) employée notamment dans le rock. Il s'agit de tirer ou pousser une ou plusieurs cordes pour modifier la hauteur du son.
Bœufun bœuf ou jam session est une séance musicale improvisée.
Power chordLe power chord (accord de puissance) est un accord généralement pratiqué à la guitare, uniquement composé de la tonique, de la quinte et de l'octave. Sa pauvreté harmonique le rend efficace et permet de révéler la richesse de la distorsion. Il est très utilisé dans le punk et le heavy metal.
Solo (musique)voir aussi l'article Improvisation musicale

## Techniques de scène ou de danse
Air guitarLe air guitar consiste à faire semblant de jouer de la guitare sans avoir l'instrument entre les mains.
Body surfingLe body surfing est l'appellation québécoise du Stage Diving.
BraveheartLe brave heart est en fait la séparation du public en deux parties qui se positionnent l'une en face de l'autre. Au signal donné par les musiciens, elles s'élancent pour s'entrechoquer violemment. Le groupe Pleymo l'organisait régulièrement lors de ses concerts.
Circle pitDurant un circle pit, une partie de la foule (rarement la foule entière) tourne en rond dans le même sens, soit en courant, soit en sautant, en se bousculant plus ou moins violemment (comme lors d'un thrash ou d'un pogo). L'effet visuel peut être associé à celui de l'œil d'un ouragan, puisque généralement il n'y a personne au centre du circle pit. Il n'est pas rare de trouver des mosh pit au centre d'un circle pit.
Crowd SurfAppellation anglophone du Body surfing.
DuckwalkLa duckwalk ou marche du canard est une manière de danser créée par Chuck Berry et reprise par Angus Young. Elle consiste à avancer en sautant sur un pied tout en balançant l'autre d'avant en arrière.
HeadbangingTechnique de danse qui consiste à remuer la tête de haut en bas voire en cercle, (d'où la nécessité d'avoir les cheveux longs) en rythme avec la musique, à plus ou moins grande vitesse. Elle est appréciée dans le milieu du heavy metal.
Mosh ou Mosh pitLe mosh désigne une danse dans laquelle le danseur donne des coups de pied circulaires ainsi que des coups de poing circulaires. Le danseur du mosh s'appelle le mosh pit, et on trouve généralement quelques mosh pit dans un pogo. Ils sont plus présent dans les pogos de punk ou de métal que dans les pogos de rock ou de hard-rock, mais leur nombre reste assez faible par rapport au nombre de participants d'un pogo.
PogoTechnique de danse en sauts popularisée par Sid Vicious. Le pogo se caractérise par un mouvement de foule totalement désordonné et plus ou moins rapide et violent selon le type de musique et son rythme.
SlamSlam vient de l'anglais to slam signifiant « jeter brutalement ». Lors d'un concert cela consiste à se faire porter par les bras tendus du public et à se déplacer ainsi au-dessus de lui.
Stage divingLe stage diving est l'action de monter sur scène pendant un concert pour plonger sur le public, qui est communément appelé slam (en France).
ThrashLe thrash est l'appellation québécoise du Headbang. ;
Wall of deathAutre appellation du Braveheart.

## Groupes
Power trioLe power trio est un type de formation rock 'n' roll (guitariste, bassiste, batteur) popularisé dans les années 1960 abandonnant le guitariste rythmique ou le pianiste.
Split
Le split signifie la séparation des membres d'un groupe (de l'anglais split pour « séparation »).
Un split peut aussi être un album regroupant en général deux (voire trois ou quatre) groupes. On parle alors de Split CD.
SupergroupeLe terme supergroupe est né dans les années 1970 et désigne un groupe de rock formé par des musiciens ayant déjà acquis une certaine notoriété au sein d'autres groupes.